# 4448 Phildavis
4448 Phildavis è un asteroide della fascia principale. Scoperto nel 1986, presenta un'orbita caratterizzata da un semiasse maggiore pari a 2,5490810 UA e da un'eccentricità di 0,0818847, inclinata di 16,81367° rispetto all'eclittica.